# 泡崖街道
泡崖街道，是中华人民共和国辽宁省大連市甘井子區下辖的一个乡镇级行政单位。

## 行政区划
泡崖街道下辖以下地区：
玉山社区、玉峰社区、玉乐社区、岭南社区、岭西社区、金兴社区、新盛社区、玉胜社区、欣乐社区、万众社区、湖西社区、康馨社区和康盛社区。